# Kīlauea Point National Wildlife Refuge

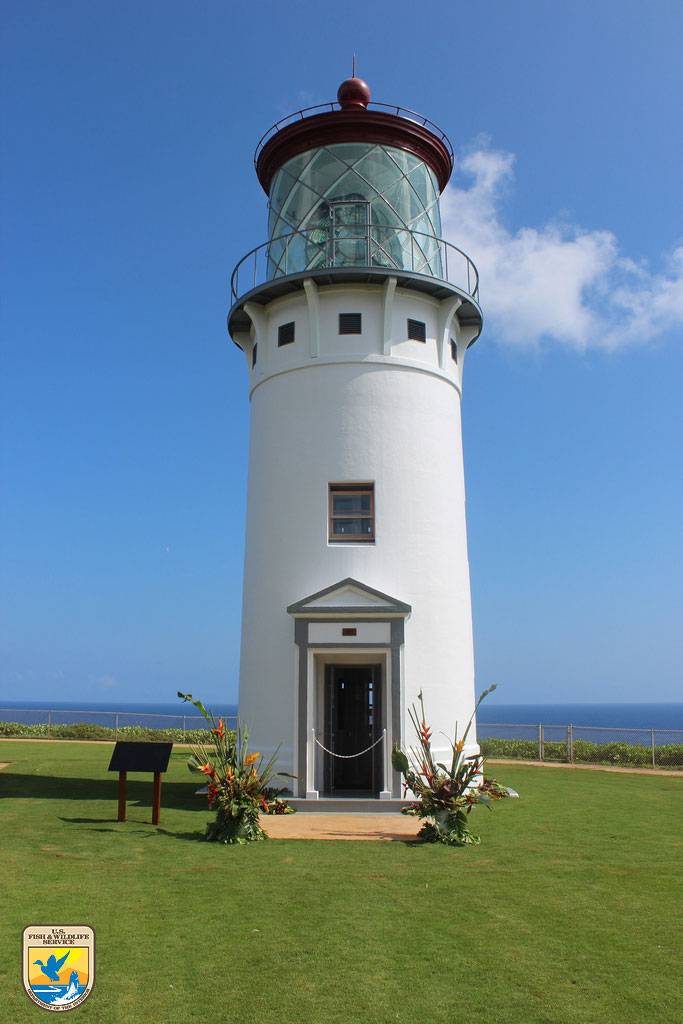
Daniel K. Inouye Kilauea Point Lighthouse

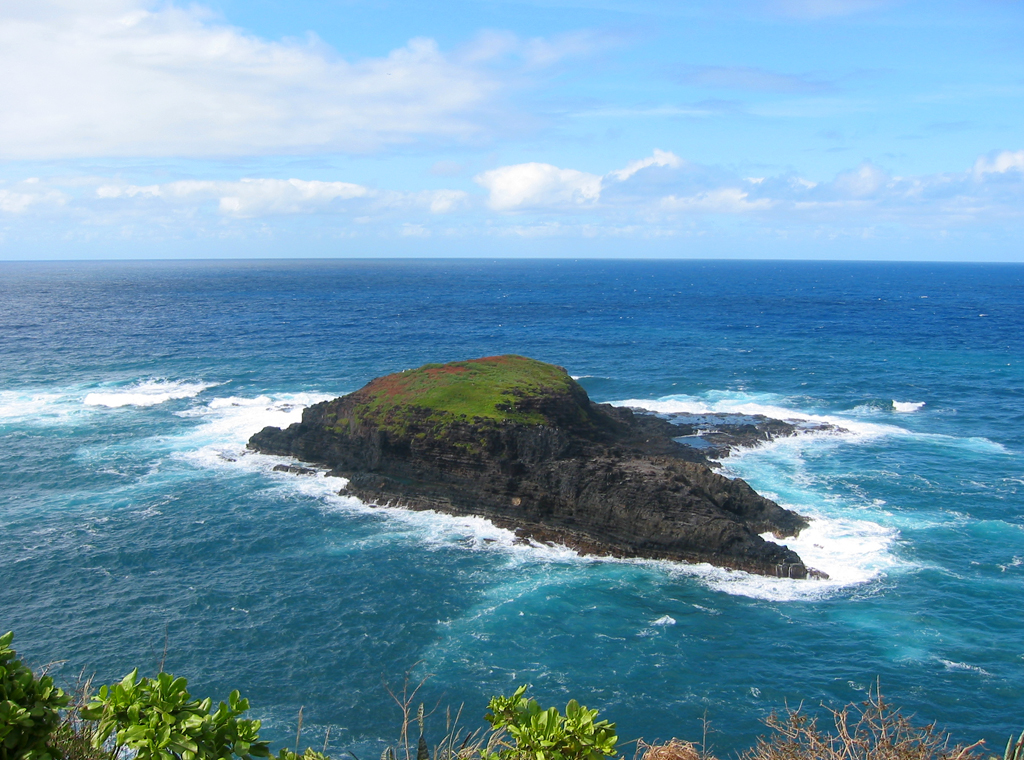
Mokuʻaeʻae Island

Das Kīlauea Point National Wildlife Refuge ist ein rund 84 Hektar großes Naturschutzgebiet am nördlichsten Punkt der Insel Kauaʻi im Bundesstaat Hawaii der Vereinigten Staaten. Das Schutzgebiet um den Leuchtturm, dem Daniel K. Inouye Kīlauea Point Lighthouse (⊙), beheimatet eine große Population nistender Meeresvögel.

## Geschichte
Nach der Deaktivierung des Leuchtturms 1976 traf der United States Fish and Wildlife Service mit der United States Coast Guard die Vereinbarung, das Gelände zur Verwaltung der bis dahin bestehenden Schutzgebiete zu nutzen. Das Kīlauea Point National Wildlife Refuge wurde nach der vollständigen Übergabe des Geländes im Jahr 1985 eingerichtet, um die Brutkolonien von Meeresvögeln am gleichnamigen Kap zu schützen. Das Gebiet umfasste den heute für Besucher zugänglichen Teil, rund 12 Hektar um Kīlauea Point (⊙). 1988 wurde das Schutzgebiet um die Bereiche Crater Hill (⊙) und Mōkōlea Point (⊙) erweitert. Mōkōlea Point mit rund 15 Hektar wurde gekauft, die rund 37 Hektar des Bereiches Crater Hill wurden von der damaligen Pali Moana Corporation, heute der Seacliff Plantation, gestiftet. 1997 und 1998 erfolgten weitere kleinere Geländekäufe. Das Besucherzentrum wurde 1988 gebaut, der Weg zum Leuchtturm wurde 2001 befestigt. Vom Kongress wurde 2004 einer Erweiterung des Schutzgebiets um rund 95 Hektar zugestimmt. Dabei handelt es sich um ein Areal, das sich im Südosten dem Mōkōlea Point anschließt und entlang des Kīlauea Stream (⊙) und der Kīlauea Bay (⊙) bis zur Ortsgrenze von Kīlauea (⊙) erstreckt. Obwohl das Gelände des Schutzgebiets seit 2007 rund 82 Hektar umfasst, wurde bislang kein Land innerhalb der zusätzlichen Erweiterung erworben.

### Geschichte des Leuchtturms
Zwischen 1912 und 1913 wurde der Leuchtturm als Kīlauea Point Lighthouse zur Sicherung der Schifffahrtsroute zwischen dem asiatischen Kontinent und Hawaii errichtet. In Betrieb ging er am 1. Mai 1913. Am 29. Juni 1927 diente er beim ersten transpazifischen Flug von Kalifornien nach Hawaii der Besatzung des Flugzeugs Bird of Paradise als wichtiger Orientierungspunkt. Nachdem die Besatzung des Flugzeugs wegen schlechter Sicht über ihren Zielpunkt Oʻahu hinausschoss, sahen sie den charakteristischen Doppelblitz des Leuchtfeuers. Dies ermöglichte ihnen die Navigation und die sichere Landung auf dem Wheeler Field auf Oʻahu. Basierend auf diesen Erfahrungen wurde 1930 ein Funkfeuer hinzugefügt. 1974 wurde der Leuchtturm automatisiert. Deaktiviert wurde der damals als U.S. Coast Guard Light Station Kilauea Point bezeichnete Leuchtturm im Februar 1976. Am 18. Oktober 1979 wurde er in das National Register of Historic Places aufgenommen.
Zwischen 2010 und 2013 wurde der Leuchtturm umfassend restauriert. Zu Ehren des Senators, der sich für die Restaurierung einsetzte und die Gelder beschaffte, wurde der Leuchtturm am 4. Mai 2013 in Daniel K. Inouye Kīlauea Point Lighthouse umbenannt.

## Geografie
Nördlich der Ortschaft Kīlauea erstreckt sich das Schutzgebiet über rund 82 Hektar entlang der Küste zwischen dem nördlichsten Punkt der Insel, Kīlauea Point, und Mōkōlea Point mit dem dazwischen liegenden Areal Crater Hill. Der für Besucher zugängliche Teil um den Leuchtturm umfasst rund 12 Hektar. Die Kīlauea Point vorgelagerte Insel Mokuʻaeʻae
(⊙) gehört nicht zum Schutzgebiet, sondern steht unter Verwaltung der Division of Forestry and Wildlife des Bundesstaates Hawaii. Ebenso nicht zum Schutzgebiet gehört der Felsen Makapili Rock (⊙), der zwischen den beiden großen Kaps aus dem Meer ragt.

## Geologie
Das Kap ragt über 55 Meter aus dem Meer und ist über eine schmale Verbindung mit dem Rest der Insel Kauaʻi verbunden. Es handelt sich um einen Teil des Kīlauea-Vulkangebiets, das letztmals vor rund 500.000 Jahren ausbrach. Die Kīlauea Point und Mōkōlea Point sind Reste des Kraters, dessen heutige höchste Erhebung, der Crater Hill, rund 172 Meter über dem Meeresspiegel liegt. Die Küste weist ein Gefälle von bis zu 70 Prozent auf und fällt bis zu 60 Meter steil ab. Die Böden von Kīlauea Point und Crater Hill bestehen aus Granodioritverwitterungslehm, während Mōkōlea Point, Makapili Rock sowie die Klippen des Kīlauea Point von aus Basalt und Andesit bestehendem Felsgestein gebildet werden.

## Flora und Fauna
Aufgrund der isolierten Lage sind auf den Inseln Hawaiis zahlreiche seltene Arten der Tier- und Pflanzenwelt zu finden. Zu den teilweise endemisch vorkommenden Vogelarten gehören unter anderem:
| Abbildung | Name (wissenschaftlich)      | Name (hawaiisch) | Name (deutsch)               |
| --------- | ---------------------------- | ---------------- | ---------------------------- |
|           | Branta sandvicensis          | Nēnē             | Hawaiigans                   |
|           | Asio flammeus sandwichensis  | Pueo             | Hawaii-Sumpfohreule          |
|           | Phoebastria immutabilis      | Mōlī             | Laysanalbatros               |
|           | Phoebastria nigripes         | Ka‘upu           | Schwarzfußalbatros           |
|           | Phaethon lepturus            | Koa‘e kea        | Weißschwanz-Tropikvogel      |
|           | Phaethon rubricauda          | Koa‘e ‘ula       | Rotschwanz-Tropikvogel       |
|           | Sula sula                    | ‘Ā               | Rotfußtölpel                 |
|           | Sula leucogaster             | ‘Ā               | Weißbauchtölpel              |
|           | Fregata minor                | ‘Iwa             | Bindenfregattvogel           |
|           | Puffinus pacificus           | ‘Ua‘u kani       | Keilschwanz-Sturmtaucher     |
|           | Puffinus auricularis newelli | ‘A’o             | Newell-Sturmtaucher          |
|           | Pluvialis fulva              | Kōlea            | Sibirischer Goldregenpfeifer |
|           | Arenaria interpres           | ‘Akekeke         | Steinwälzer                  |
|           | Tringa incana                | ‘Ulili           | Wanderwasserläufer           |
|           | Calidris alba                | Hunakai          | Sanderling                   |
|           | Numenius tahitiensis         | Kioea            | Borstenbrachvogel            |

Von November bis April ziehen Wale zur Paarung und Geburt von Alaska nach Hawaii. Vor und an der Küste des Schutzgebiets lassen sich folgende, teilweise endemisch vorkommende, Säugetiere und Reptilien beobachten:
| Abbildung | Name (wissenschaftlich)            | Name (hawaiisch)   | Name (deutsch)        |
| --------- | ---------------------------------- | ------------------ | --------------------- |
|           | Megaptera novaeangliae             | Koholā             | Buckelwal             |
|           | Stenella longirostris longirostris | Nai'a              | Ostpazifischer Delfin |
|           | Monachus schauinslandi             | ‘īlio-holo-ikauaua | Hawaii-Mönchsrobbe    |
|           | Chelonia mydas                     | Honu               | Suppenschildkröte     |
|           | Lasiurus cinereus                  | ‘ōpe‘ape‘a         | Eisgraue Fledermaus   |

Zahlreiche, zum Teil endemische, Pflanzenarten finden sich entlang der Küste, darunter:
| Abbildung | Name (wissenschaftlich) | Name (hawaiisch)                                          | Name (deutsch)       |
| --------- | ----------------------- | --------------------------------------------------------- | -------------------- |
|           | Chenopodium oahuense    | `āheahea, ahea, `āhewahew a, alaweo, `āweoweo, kāha`iha`i |                      |
|           | Lipochaeta succulenta   | Nehe                                                      |                      |
|           | Metrosideros polymorpha | ‘ōhi’a lehua                                              |                      |
|           | Vitex rotundifolia      | Kolokolo kahakai                                          |                      |
|           | Pandanus tectorius      | Hala, Pū hala                                             |                      |
|           | Ipomoea pes-caprae      | Hala, Pū hala                                             | Ziegenfuß-Prunkwinde |
|           | Sida fallax             | ʻIlima                                                    |                      |
|           | Chamaesyce celastroides | ʻAkoko                                                    |                      |

## Verkehrsanbindung
Das Schutzgebiet ist über die Kolo Road und die Kīlauea Road an den Highway 56 (Kūhiō Highway) angebunden. Die Straße führt direkt zum Eingangstor des Schutzgebiets. Dort befindet sich ein Parkplatz mit 26 Stellplätzen an einem Aussichtspunkt auf das Schutzgebiet. Nach der kostenpflichtigen Durchfahrt endet die Straße an einem weiteren Parkplatz, der 66 Fahrzeugen Platz bietet.

## Tourismus und Freizeit

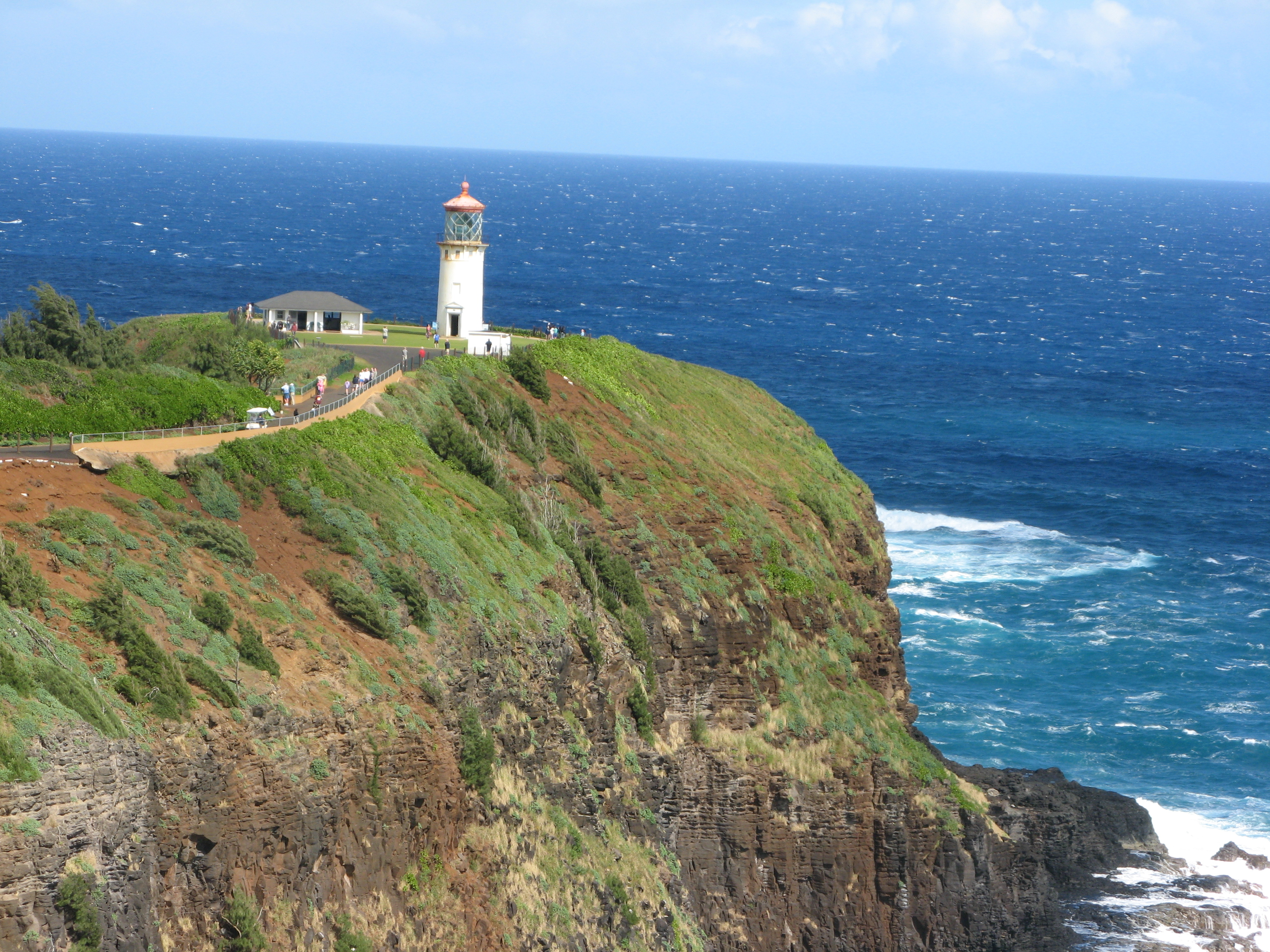
Daniel K. Inouye Kīlauea Point Lighthouse

Das Kīlauea Point National Wildlife Refuge ist eines der beliebtesten Ausflugsziele auf Kauaʻi mit jährlich bis zu 500.000 Besuchern. 2013 wurden 201.571 zahlende Besucher gezählt. Von den 560 Schutzgebieten in den Vereinigten Staaten liegt es damit an vierter Stelle. Aufgrund sinkender Mittelzuweisungen wurde die Öffnung des Schutzgebiets auf fünf Tage pro Woche reduziert, womit es sonntags und montags geschlossen bleibt. Campingmöglichkeiten existieren nicht.

### Aktivitäten
Der rund 300 Meter lange Fußweg vom Parkplatz um den Leuchtturm bietet zahlreiche Ausblicke auf die Küstenlinie und den Pazifik mit der einzigartigen Tier- und Pflanzenwelt. Im Besucherzentrum mit angeschlossenem Buchladen wird die Natur des Schutzgebiets näher erläutert.

### Daniel K. Inouye Kīlauea Point Lighthouse
Der über 17 Meter hohe, runde, konisch geformte Leuchtturm besteht aus verstärktem Beton. Eine gusseiserne Treppe verbindet die vier Stockwerke miteinander. Die originale Fresnel-Linse aus dem Jahr 1912 ist noch vorhanden, wobei ein Prisma während des Hurrikans Iniki 1992 beschädigt wurde. Daneben befindet sich das Gebäude, aus welchem die Radiosignale gesendet wurden. Es handelt sich jedoch nicht um das Gebäude aus dem Jahr 1929, sondern um einen Neubau von 1956. Erhalten und von der Verwaltung des Schutzgebiets genutzt sind das nicht auf dem Kap stehende Ölhaus und die Wärterbauten. Mittwochs und samstags besteht die Möglichkeit, im Rahmen einer geführten Tour den Leuchtturm zu besteigen.